# Morgan York
Morgan Elizabeth York (* 18. Januar 1993 in Burbank, Kalifornien) ist eine US-amerikanische Kinderdarstellerin und Schauspielerin. 

## Leben
Vor ihrem ersten Kinofilm Im Dutzend billiger trat York in mehreren Werbespots auf. Sie ist die älteste von drei Geschwistern, ihre Schwester Wendy ist ebenfalls Schauspielerin.

## Filmografie (Auswahl)
- 2003: Im Dutzend billiger (Cheaper by the Dozen)
- 2004: Practice – Die Anwälte (The Practice, Fernsehserie, Episode 8x13)
- 2005: Im Dutzend billiger 2 – Zwei Väter drehen durch (Cheaper by the Dozen 2)
- 2005: Der Babynator (The Pacifier)
- 2006–2010: Hannah Montana (Fernsehserie, elf Episoden)